# Ø
 For alternative betydninger, se Ø (flertydig). (Se også artikler, som begynder med Ø)
En ø er et landområde helt omgivet af vand ved normalvandstand, der er mindre end et kontinent og større end en sten eller et skær. En lille ø kaldes for en holm eller småø.
Øer kan ses i havene, i oceaner, i søer eller i floder. Størrelsen varierer kraftigt fra små slam- og sandøer på få kvadratmeter til Grønland, som med sit areal på på 2.166.086 km², hvoraf 410.449 km² er isfrit, er Jordens største ø. Australien er større, men regnes for at være et kontinent.[kilde mangler]

## EU's definition
EU definerer, med hensyn til støtte til tyndt befolkede områder, en ø som:
- Omgivet af vand.
- Beboet af mindst 50 fastboende mennesker.
- Uden fast forbindelse i form af bro eller tunnel.
- Beliggende mindst en kilometer fra fastlandet.

## Øer i det Danske Kongerige større end 100 km²
1. Grønland, 2.166.086 km²
2. Disko, Grønland, 8578 km²
3. Sjælland, 7031 km²
4. Nørrejyske Ø (Vendsyssel-Han Herred-Thy), 4686 km²
5. Milne Land, Grønland, 3913 km²
6. Traill Ø, Grønland, 3452 km²
7. Fyn, 2985 km²
8. Ymer Ø, Grønland, 2437 km²
9. Geografisk Samfund Ø, Grønland, 1717 km²
10. Clavering ø, Grønland, 1535 km²
11. Nares Land, Grønland, 1466 km²
12. Shannon Ø, Grønland, 1258,5 km²
13. Lolland, 1243 km²
14. Bornholm, 588 km²
15. Falster, 514 km²
16. Streymoy, Færøerne, 374 km²
17. Mors, 363 km²
18. Als, 312 km²
19. Eysturoy, Færøerne, 286 km²
20. Langeland, 284 km²
21. Møn, 218 km²
22. Vágar, Færøerne, 176 km²
23. Suðuroy, Færøerne, 165 km²
24. Rømø, 129 km²
25. Læsø, 118 km²
26. Samsø, 114 km²
27. Sandoy, Færøerne, 111 km²

For Grønland er medtaget øer større end 1000 km².
Se også listen over alle beboede danske øer.

## Verdens 20 største øer
1. Grønland (del af Kongeriget Danmark), 2.166.086 km²
2. Ny Guinea (del af Papua Ny Guinea og Indonesien), 800.000 km²
3. Borneo (Brunei og dele af Indonesien og Malaysia), 725.500 km²
4. Madagaskar, 578.041 km²
5. Baffin Island (del af Canada), 507.451 km².
6. Sumatra (del af Indonesien), 425.000 km²
7. Honshū (del af Japan), 227.414 km²
8. Victoria Island (del af Canada), 217.291 km²
9. Storbritannien (del af Storbritannien), 216.777 km²
10. Ellesmere Island (del af Canada), 196.236 km²
11. Sulawesi (del af Indonesien), 180.681 km²
12. Sydøen (del af New Zealand), 145.836 km²
13. Java (del af Indonesien), 138.794 km²
14. Nordøen (del af New Zealand), 111.583 km²
15. Luzon (del af Filippinerne), 109.965 km²
16. Newfoundland (del af Canada), 108,860 km²
17. Cubas hovedø, 105.806 km²
18. Islands hovedø, 101.826 km²
19. Mindanao (del af Filippinerne), 97,530 km²

Sammenhængende, af vand omgivne landmasser, som består af ét eller flere kontinenter:
- Afrika-Eurasien (84.000.000 km²).
- Amerika (41.000.000 km²).
- Antarktis (13.000.000 km²).
- Australien (7.692.000 km²).

## Andre udenlandske øer
- Bali
- Ball's Pyramid
- Elba
- Cypern
- Gotland
- Gran Canaria
- Hawaii
- Ibiza
- Island
- Jan Mayen
- Juleøen
- Korsika
- Kreta
- Lord Howe Island
- Mallorca
- Malta
- Påskeøen
- Reunion
- Rügen
- Rhodos
- Sicilien
- Sri Lanka
- Tenerife
- Utøya
- Øland

## Øer, der kun fandtes på kortene
I 1820'erne rejste hvalfangeren Benjamin Morrell rundt på havene og 'opdagede' øer, der ikke eksisterer. Nogle af Morrells øer var opført på verdensatlaserne i mere end hundrede år, og voldte adskilligt besvær for kommissionen, der skulle trække datolinjen gennem Stillehavet i 1875 og 1910. Sir Walter Raleigh skabte i sin History of the world fra 1614 betegnelsen "painter's wife's island" (= "tegnerkoneø"). Betegnelsen viser tilbage til Raleighs oplevelse, efter at han i Magellanstrædet havde taget spanjolen don Pedro Sarmiento til fange. Sarmiento blev udspurgt om en ø, der fandtes på hans kort, men som Raleigh og hans mandskab var ude af stand til at finde. Sarmiento forklarede, at øen ikke fandtes. Den var simpelthen indtegnet, fordi hans korttegner havde haft sin kone siddende ved siden af, da kortet blev tegnet, og hun ville gerne have en ø opkaldt efter sig. Peter Heylyn  udtrykte i sin Cosmography  fra 1659 frygt for, at der fandtes mange "tegnerkoneøer" rundt om på søkortene.
Île de Sable (Sandøen) i Koralhavet mellem Australien og Ny Kaledonien er et af de nyeste eksempler på en ø, der i 2012 blev erklæret ikke eksisterende på trods af, at den har været angivet i adskillige kort de sidste cirka 100 år.